# Ōmachi (Kanagawa)
Pour les articles homonymes, voir Ōmachi (homonymie).
Ōmachi (大町, « grande ville ») est une localité située à Kamakura dans la préfecture de Kanagawa au Japon, définie comme la partie de la ville située au sud du pont Ebisu sur la Nameri-gawa.

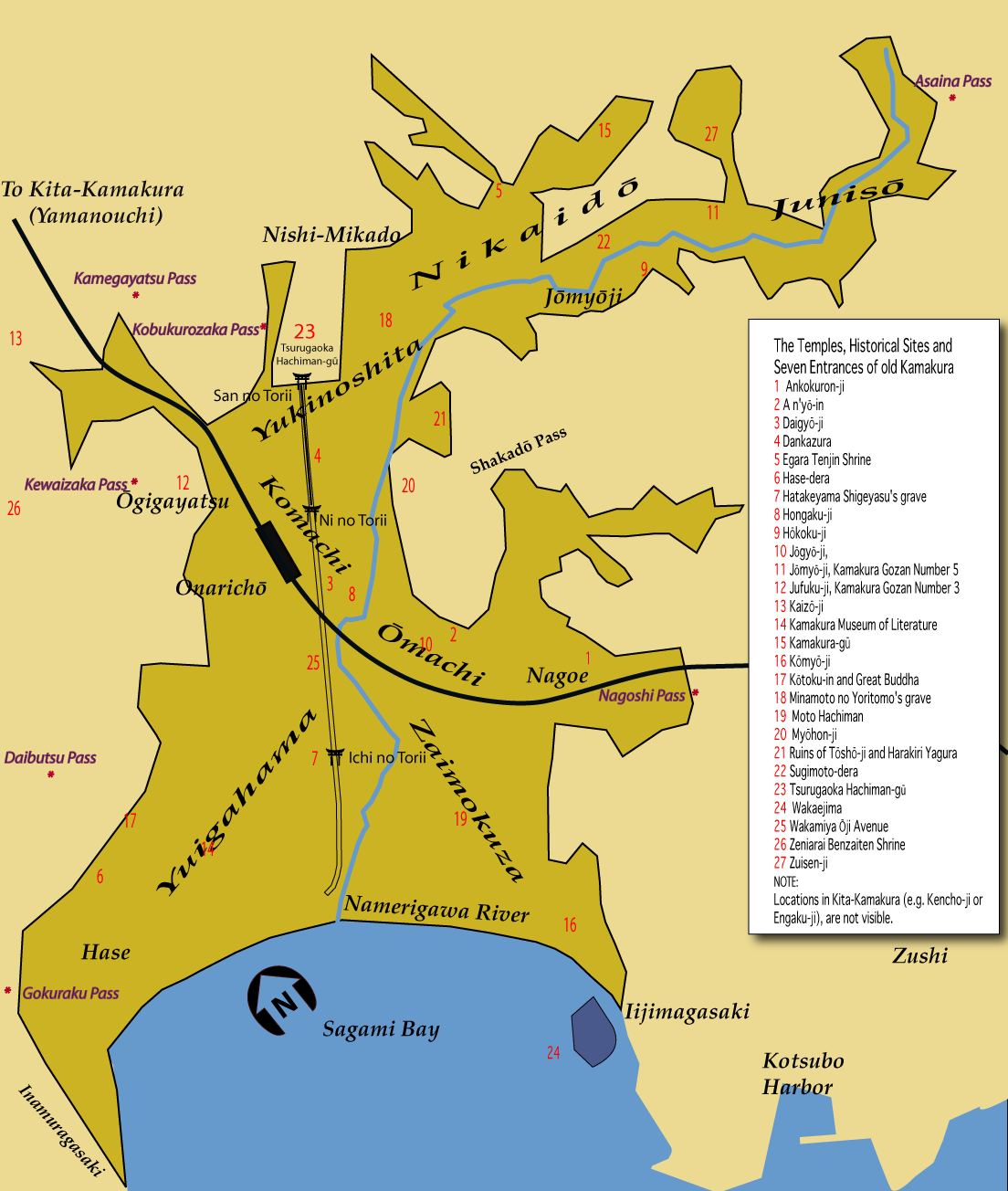
Carte de Kamakura avec l'emplacement approximatif des plus importants sites historiques.

La partie de la ville au nord du même pont est appelée Komachi (小町, « petite ville »).